# Copa de Comores de futbol
La Copa de les Comores de futbol és la principal competició futbolística per eliminatòries de les Comores.

## Historial
Font:
| Any     | Campió               | Resultat    | Finalista           |
| ------- | -------------------- | ----------- | ------------------- |
| 1979-80 | Étoile du Sud        | 8–0         | Faigaffe Club       |
| 1980-81 | desconegut           | desconegut  | desconegut          |
| 1981-82 | desconegut           | desconegut  | desconegut          |
| 1982-83 | Coin Nord            | –           |                     |
| 1983-84 | Volcan Club          | –           |                     |
| 1984-85 | Coin Nord            | –           |                     |
| 1985-86 | US de Séléa          | –           |                     |
| 1986-87 | Coin Nord            | –           |                     |
| 1987-88 | desconegut           | desconegut  | desconegut          |
| 1988-89 | Coin Nord            | –           |                     |
| 1989-90 | desconegut           | desconegut  | desconegut          |
| 1990-91 | Gombessa Sport       | –           |                     |
| 1991-92 | Papillon Bleu        | 1–0 (prò.)  | Gombessa Sport      |
| 1992    | Faigaffe Club        | –           | US Zilimadjou       |
| 1992-93 | desconegut           | desconegut  | desconegut          |
| 1993-94 | desconegut           | desconegut  | desconegut          |
| 1994-95 | US Zilimadjou        | 2–1         | Etoile d'Or         |
| 1995-96 | ES M'djoiezi         | –           | US Zilimadjou       |
| 1996-97 | Gombessa Sport       | –           |                     |
| 1997-98 | US Zilimadjou        | –           | Apache Club         |
| 1998-99 | desconegut           | desconegut  | desconegut          |
| 1999-00 | desconegut           | desconegut  | desconegut          |
| 2000-01 | desconegut           | desconegut  | desconegut          |
| 2001-02 | desconegut           | desconegut  | desconegut          |
| 2002-03 | desconegut           | desconegut  | desconegut          |
| 2003-04 | desconegut           | desconegut  | desconegut          |
| 2004-05 | Élan Club            | –           |                     |
| 2005-06 | Volcan Club          | –           |                     |
| 2006-07 | Chirazienne FC       | 0–0 (4-1 p) | Gombessa Sport      |
| 2007    | JAC Mitsoudjé        | 5–4         | Etoile d'Or         |
| 2008-09 | AJS Mutsamudu        | 1–0         | Gombessa Sport      |
| 2009    | Apache Club          | 3–0         | Fomboni FC          |
| 2010-11 | Coin Nord            | 1–1 (4-2 p) | Fomboni FC          |
| 2011-12 | Étoile Polaire       | 1–1 (p.)    | RC Barakani         |
| 2012    | Steal Nouvel         | 3–0         | Enfants des Comores |
| 2013    | Enfants des Comores  | 2–0         | Nouvel Espoir       |
| 2014    | Volcan Club          | 3–0         | Enfants des Comores |
| 2015    | Fomboni FC           | 1–1 (5-4 p) | Ngaya Club de Mdé   |
| 2016    | Volcan Club          | 1–1 (5-3 p) | Fomboni FC          |
| 2017    | Ngazi Sport          | 2–2 (4-3 p) | Volcan Club         |
| 2018    | Miracle Club         | 3–3 (4-3 p) | Ngazi Sport         |
| 2019    | Yakélé Sport         | 1–1 (4-3 p) | Élan Club           |
| 2020    | US Zilimadjou        | 2–0         | Ngazi Sport         |
| 2021    | Olympique de Missiri | 3–1         | FC Ouani            |
| 2022    | Gombessa Sport       | 4–1         | Alizé Fort          |
| 2023    | Djabal Club          | 0–0 (4–2 p) | Belle Lumière       |
| 2024    | Alizé Fort           | 0–0 (3–2 p) | Etoile du Centre    |